# Geschlechterkampf – Das Ende des Patriarchats
Geschlechterkampf – Das Ende des Patriarchats ist ein 2023 erschienener Essayfilm des Regisseurs Sobo Swobodnik über das Leben der arbeitslosen Schauspielerin Marga, die sich gegen alltägliche patriarchale Normen, wie Sexismus, Ageismus und Machtmissbrauch im Job auflehnt. Die Darstellung durch Margarita Breitkreiz enthält autobiografische Züge, und der Film integriert mit feministischer Theorie, die durch dokumentarische Momentaufnahmen den Alltag von Marga widerspiegeln. Das Drehbuch ist eine Zusammenarbeit zwischen Swobodnik und Breitkreiz.

## Inhalt
Die in Berlin lebende, aus Russland stammende Marga hat als Theaterschauspielerin an namhaften Bühnen gewirkt. Seit sie die 40 überschritten hat, bleiben lukrative Rollenangebote aus, und nur mit großer Empörung kann sie die vermeintlich wohlmeinenden Ratschläge ihres Sachbearbeiters (Lars Rudolph) im Arbeitsamt ertragen. Letztlich drängt er sie in eine Umschulung, die sie dazu zwingt, als Interviewerin in einem Callcenter zu arbeiten. Ihre Wut gegenüber einem System, das auf patriarchalen Normen fußt, lässt sie beim Kickboxen raus und in Situationen, in denen sie mit verschiedensten Formen von rassistischer Diskriminierung und sexualisierter Gewalt von Männern konfrontiert wird.
Nach einem One-Night-Stand mit Buffalo Bill (Daniel Zillmann) entwickelt dieser unerwartet starke Gefühle für Marga. Trotz mehrfacher Zurückweisungen hält er an seiner Zuneigung fest und verfolgt sie hartnäckig mit seinem Pony durch die Straßen Berlins. Marga trifft auf verschiedene Frauen, wie die Späti-Verkäuferin (Artemis Chalkidou), mit der sie einen aggressiven Kunden aus dem Späti schmeißt, und tauscht mit Freundinnen (Inga Busch und Kathrin Angerer) in einer Bar sitzend sarkastische Gedanken über die anhaltende Dominanz der Männer aus. Auf einer Milonga begegnet sie einer Frau (Isabel Thierauch), mit der sie in leidenschaftlichen Tango eintaucht und später die Nacht verbringt. Mit ihrer Hilfe gelingt es, Buffalo Bill vom Dach zu stürzen. Er überlebt und zieht aufgebracht mit seinem Pony weiter.
In einem Café vertieft sich Marga in das Werk Yalla, Feminismus! von Lady Bitch Ray, als diese unerwartet das Café betritt und ein Gespräch mit Marga anfängt. Eine Szene zeigt Marga gemeinsam mit der Journalistin und Autorin Theresa Bücker in einem Boot, während Bücker ihre feministischen Standpunkte erläutert. Im Verlauf des Films werden Szenen dargestellt, die verschiedene Übergriffe von Männern beleuchten, wie etwa Mansplaining, Catcalling und unerwünschtes Berühren in einem Club. Diese werden von kurzen Sequenzen abgelöst, in denen Marga direkt in die Kamera blickt und Zitate berühmter Autorinnen, Feministinnen und Künstlerinnen vorträgt.

## Produktion und Hintergründe
Bereits bei ihrem vorherigen Film Klassenkampf arbeiteten Sobo Swobodnik und Margarita Breitkreiz eng zusammen. Der Film erzählt hauptsächlich in dokumentarischer und essayistischer Form. Er beleuchtet die Film- und Theaterbranche, den Gender-Paygap, die sexuellen Übergriffe innerhalb der Kulturszene und die Diskriminierung von Schauspielerinnen mittleren Alters.
Margaita Breitkreizs Biografie bildet die Grundlage für Geschlechterkampf – Das Ende des Patriarchats: „Der Film ist mein Leben – na ja größtenteils, wenn auch zugespitzt, mitunter überhöht, ironisierend und, zum Teil mit der Axt komprimiert, geht der Film auf meine Erlebnisse und Erfahrungen in den letzten zwanzig Jahren als Schauspielerin am Theater und beim Film zurück, auch auf die Begegnungen mit dem Jobcenter und den daraus resultierenden Arbeitsangeboten aus dem ich dann zusammen mit dem Regisseur das Drehbuch erarbeitet und geschrieben habe.“
Der Film nutzt hybride Erzählweisen, bei denen die Grenzen zwischen Dokumentarischem und Fiktionalem verschwimmen.
Die im Film vorgetragenen Textpassagen gestalten sich mittels Voice-over, Schrifttafeln, Dialogen, Interviews und Songs. Durch das Element der Vierten Wand durchbricht Breitkreiz den Film, indem sie direkt in die Kamera blickt und Zitate von Rosa Luxemburg über Simone de Beauvoir bis hin zu Laurie Penny vorträgt.

## Rezensionen
Eva Szulkowski schrieb im Indiekino Mag: „Marga gibt sich nicht geschlagen: Sie hat noch so viel Kraft und so viel Wut. Selbstgespräche führend wandelt sie durch Berlin wie eine, die allmählich den Verstand verliert. Aber Marga will nicht therapiert werden, sondern Revolution. Im Namen aller Frauen wird sie zur mächtigen Furie, die durch die patriarchalen Strukturen eine wunderbare Schneise der Verwüstung zieht.“
Die Filmkritik von Anke Zeitz für die Kino Zeit beschreibt den Film: „Dass ‚Kampf‘ oft mit körperlicher Aggression zu tun hat, macht der Film in seinen ersten Einstellungen klar. Eine Frau beim Boxtraining, sie reflektiert über sich, über das Frausein, über das Erzählen. ‚Wer ist der Erzähler?‘, fragt sie und wechselt vom Voice Over in die direkte Ansprache im On, gerichtet an die Kamera. Die berühmte vierte Wand, die das filmische Handeln von der Rezeption trennt, durchbricht Margarita Breitkreiz – hier gleichzeitig Autorin und Protagonistin – in bester Fleabag-Manier permanent. Der Film ist eine Ansprache, ein Involvieren der Zuschauenden, eine Einladung, den Reflexionen zu folgen.“
Im SWR-Magazin schreibt der Filmkritiker Rüdiger Suchsland: „Dieser Film bilanziert den Preis, den wir alle zahlen, jeden Tag, für Sicherheit, Bürgerlichkeit, Moralismus, Verfassungsschutz. Er besteht unter anderem im Verzicht auf Utopien. Dies ist auch der Preis, den das deutsche Kino in diesen Jahren ganz teuer bezahlt mit seiner durchgeförderten perfekten Langeweile, die noch nicht mal zu einer langweilige Perfektion führt, sondern nur zu schalem Durchschnitt. Nichts ist perfekt an ‚Geschlechterkampf‘. Der Film macht Fehler und nervt, aber er empört die Richtigen.“